# Grupo Plural TV
América Multimedia (estilado como américa multimedia, anteriormente conocido como Grupo Plural TV o simplemente Plural TV, siendo su nombre legal Plural TV S.A.C.) es un consorcio peruano de medios de comunicación y entretenimiento con sede en la ciudad de Lima, Perú.
Desde 2007, los dueños de esta empresa conjunta son el Grupo El Comercio (70 %) y Grupo La República (30 %). Administra la cadena de televisión abierta América Televisión y la emisora de noticias Canal N de televisión de pago. Además, posee un 30 % de las acciones de la cadena de televisión abierta ecuatoriana Teleamazonas y un 51 % de las acciones de la productora de televisión Kapow de origen argentino.

## Historia
A inicios de 2003, la Empresa Editora El Comercio S.A. y PrimeMedia Ltda. (empresa vinculada al conglomerado colombiano Valores Bavaria), constituyeron la empresa Grupo TV Perú S.A.C EMA para participar en el rescate financiero de América Televisión conjuntamente con Grupo La República S.A.  Su modelo se basó en la administración mixta y su meta fue recuperar la deuda del canal en un plazo máximo de quince años.
El 5 de marzo de ese año, Grupo TV Perú junto a Grupo La República fundan Plural TV S.A.C, una sociedad conjunta que adquiere la deuda de la familia Crousillat en América Televisión, ya en una difícil situación económica tanto a la mala gestión de la familia en la cadena como a la revelación de sobornos por parte de la red de corrupción del régimen fujimorista hacia José Enrique Crousillat para comprar la línea editorial de América. La formación de la empresa tuvo el visto bueno de la temporal junta de acreedores sin presencia de la familia Crousillat. Dicha junta permaneció instalada hasta 2011, cuando se dio por concluida la deuda del canal.
En 2004, Plural TV obtuvo el control de la Corporación Peruana de Radiodifusión. Para ahorrar gastos, la empresa conjunta vende la estación Radio América al Grupo RPP, quienes relanzaron la emisora como Radio La Mega (actualmente Radio Corazón).
En 2007, Valores Bavaria anunció su salida del país, lo que abandona el Grupo TV Perú para dar protagonismo en la administración a Plural TV. Además, la Productora Peruana de Información S.A., subsidiaria del Diario El Comercio encargada de administrar Canal N, realiza un acuerdo estratégico con la Corporación Peruana de Radiodifusión. Mediante esta, se realizaron los siguientes cambios: Canal N deja de estar controlada directamente por El Comercio y pasa a ser subordinada de América Televisión dentro de Plural TV. Además, América pasa a gestionar el área técnica de Canal N. El centro de operaciones de Productora Peruana de Información es desmantelado y Canal N pasa a ser administrado desde las oficinas principales de América en el barrio de Santa Beatriz en el Cercado de Lima. Junto con estos cambios, el canal se fusiona dentro de América noticias, el servicio de noticias de América Televisión.
A inicios de 2016, América forma una alianza comercial con el Grupo ATV en respuesta a la creación de una alianza publicitaria y de programación entre Latina Televisión y Panamericana Televisión. El 24 de julio de 2017, se lanza la emisora Radio Disney (en reemplazo de Radio San Borja), una estación administrada por Rola Perú S.A. con licencia de The Walt Disney Company Latin America. A inicios de 2018, Plural TV anunció un acuerdo comercial con Discovery Networks, por el cual América Televisión y Canal se ocuparían de la venta de publicidad de esta multinacional en Perú de forma exclusiva. En setiembre del mismo año, se lanza al aire América Next, una cadena de televisión cuya programación se basa en producciones antiguas de América Televisión. Inició sus emisiones en reemplazo de NexTV, en sí un canal de duración efímera de programación juvenil que reemplazó a Red TV. En 2019, al igual que el encargo comercial de Discovery Networks, América estableció una nueva representación con Televisa Networks, ese mismo año el Grupo Plural TV pasó a gestionar la venta de publicidad de Radio Disney. Debido a la baja audiencia de América Next, en diciembre de 2019 cesa sus emisiones y es reemplazada por Global Televisión.
En abril de 2021, Plural TV alquila la emisora OCZ-4H FM de RadioCorp, propiedad de Ricardo Belmont Vallarino. Desde abril hasta junio, esta estación cambió su programación de baladas a música juvenil; el 12 de junio, se relanza Radio América en reemplazo de OCZ-4H por la frecuencia 104.7, manteniendo la programación prelanzamiento. 
Además, el grupo adquirió las acciones de Kapow, una productora argentina fundada en 2003, a través de la empresa estadounidense América Media LLC. Posteriormente, en 2024, Michelle Alexander, productora de América, anunció una colaboración con Kapow para el desarrollo de proyectos para el mercado internacional.
El 7 de junio de 2022, Grupo El Comercio anunció que América Televisión (bajo el nombre legal Compañía Peruana de Radiodifusión S.A.) y de la cual El Comercio posee el 70 % de sus acciones, absorberá administrativamente a Canal N (Productora Peruana de Información S.A.C.) a partir del 1 de julio del mismo año. Este hecho contó con la decisión unánime de los accionistas de ambas empresas.
El 15 de setiembre de 2023, sale del aire Radio América 104.7 por baja audiencia, Grupo Plural, también finaliza su alianza con Rola Perú dejando de administrar a Radio Disney Perú y así dejando su presencia en la radio para nuevamente centrarse en la televisión al 100%.
En mayo de 2025, anunció que pasaría a llamarse América Multimedia.[cita requerida]

## Medios del grupo

### Televisión abierta
| Logo | Nombre             | Descripción | Fundación               | Señales                                                                      |
| ---- | ------------------ | --- | ----------------------- | ---------------------------------------------------------------------------- |
|      | América Televisión | cadena de televisión abierta, su programación se basa en programas de entretenimiento, noticias, películas, novelas nacionales y mexicanas. | 15 de diciembre de 1958 | Lima y Callao: Canal UHF 24 Canal TDT 4.1 (con repetidoras a nivel nacional) |

### Televisión de pago
| Logo | Nombre  | Descripción                                                                                      | Fundación          | Cobertura    |
| ---- | ------- | ------------------------------------------------------------------------------------------------ | ------------------ | ------------ |
|      | Canal N | Canal de noticias nacionales, internacionales, política y economía. Es exclusivo de Movistar TV. | 4 de julio de 1999 | Perú · Chile |

### Productora Audiovisual
| Logo | Nombre | Descripción                                    | Fundación | Propietarios                                |
| ---- | ------ | ---------------------------------------------- | --------- | ------------------------------------------- |
|      | Kapow  | Productora de películas y series de televisión | 2003      | América Televisión (51 %) Kapow LLC. (49 %) |

### Otros servicios
Plural TV ofrece servicios adicionales.
| Logo | Nombre             | Servicios |
| ---- | ------------------ | --- |
|      | América TV GO      | Plataforma de contenido VOD gratuita y señal en vivo del canal, con catálogo de novelas y series peruanas, noticias, magazines, series tvgo, especiales y deportes. |
|      | Útil e interesante | Servicio de noticias de salud, estilo de vida, tecnología, entre otros.                                                                                             |
|      | Delirecetas        | Serie tvgo sobre gastronomía peruana: T1, Ep. 50 |
|      | América Música     | Servicio de música de las telenovelas y series de América TV. |
|      | Boom Zone          | Plataforma de contenido VOD gratuita y señal en vivo de Esports y deportes extremos.                                                                                |

## Marcas extintas
| Logo | Nombre        | Descripción | Fundación                                                                | Cese                                                                         | Reemplazado por                                               |
| ---- | ------------- | --- | ------------------------------------------------------------------------ | ---------------------------------------------------------------------------- | ------------------------------------------------------------- |
|      | Fusión        | Canal de pago, cuya programación se basaba en programas de gastronomía nacional. | 2013                                                                     | 2015                                                                         | Canal P                                                       |
|      | América Next  | Canal de señal abierta cuya programación se basaba en producciones antiguas de América Televisión. Era propiedad del Grupo ATV con licencia para usar la marca «América» por parte del Grupo Plural TV. | 10 de septiembre de 2018                                                 | 1 de diciembre de 2019                                                       | Global Televisión                                             |
|      | Radio América | Emisora de radio cuya programación se basaba en salsa, merengue, reguetón, pop latino y cumbia junto con bloques de noticias, deportes y programas de entretenimiento.                                  | 10 de abril de 1943 (Primer periodo) 12 de junio de 2021 (relanzamiento) | 1 de marzo de 2004 (Primer periodo) 14 de septiembre de 2023 (relanzamiento) | Radio La Mega (en los 94.3 FM) Radio Disney (en los 104.7 FM) |

## Logotipos

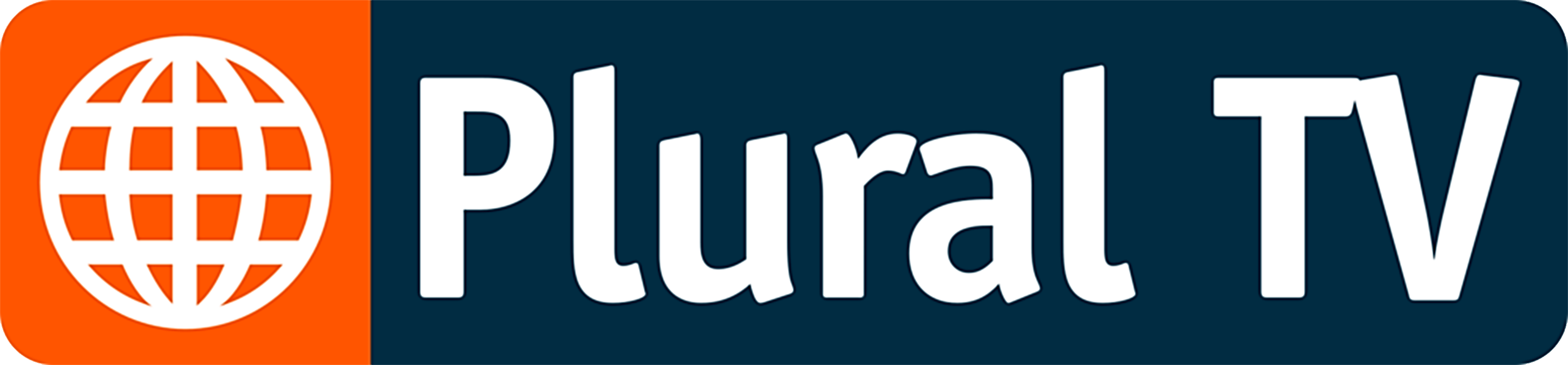
2003-2017
2017-2020
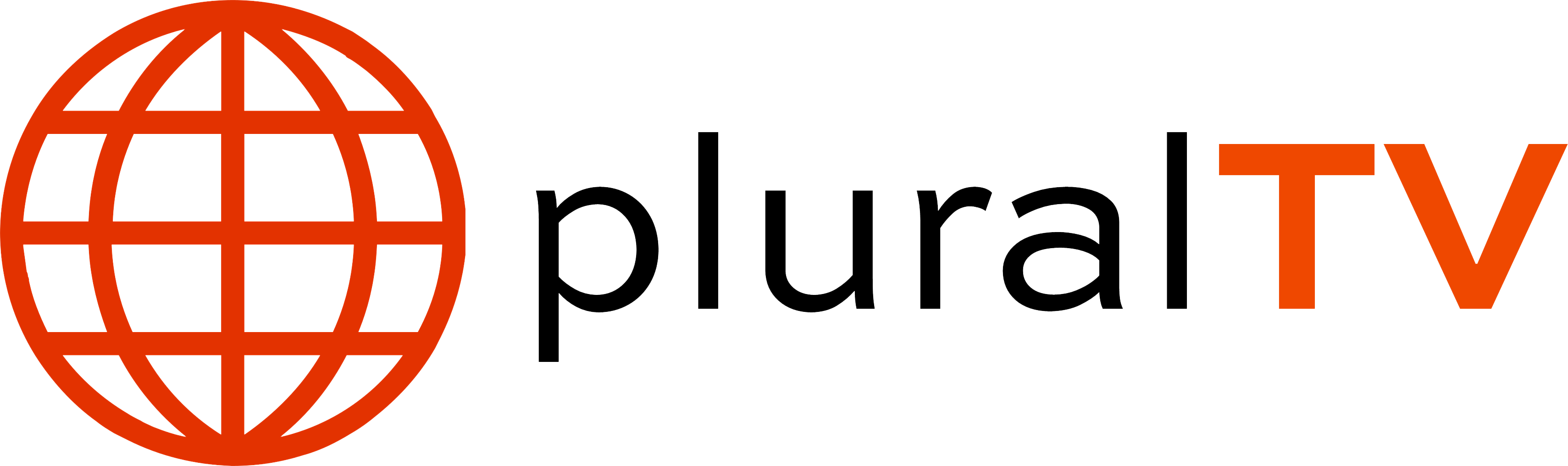
2020-2025